# Sensor de estacionamento
Sensor de estacionamento é um dispositivo de segurança, normalmente instalado no para-choque de um veículo, servindo automaticamente para detectar a distância de outros veículos ou obstáculos. Um acessório útil no momento de estacionar, tem como objetivo ajudar a evitar colisões. Atualmente, somente os modelos de automóveis mais caros possuem como item de série ou opcional esse acessório, que pode ser instalado na frente, laterais ou traseira (mais comum) dos veículos.
O funcionamento do sensor de estacionamento é simples: à medida que o veículo se aproxima de outro obstáculo, o sensor mede a distância pela emissão e captação do retorno de sinais de rádio, parecido com um sonar, sinalizando a aproximação com sinais sonoros para o motorista – normalmente, um "bip".
Os modelos mais simples, todavia, apresentam problemas quando instalados em para-choques metálicos, que interferem no funcionamento do sensor de estacionamento. Uma parte dos veículos utiliza-se de pára-choque metálico, em destaque o mercado de pickups e SUV. Os modelos mais modernos (sensores miniaturizados, à prova d'água etc.) resolvem esse problema, pois possuem tecnologia que não é afetada pela proximidade do metal dos para-choques ou carroceria do veículo[carece de fontes?].